# Jordan Pepper
Jordan Lee Pepper (* 31. Juli 1996 in Johannesburg) ist ein südafrikanischer Automobilrennfahrer. Er ist der Bruder der Rennfahrerin Tasmin Pepper. Seit 2024 tritt er in der DTM an.

## Karriere
Jordan Pepper begann im Jahr 2000 im Alter von vier Jahren mit dem Kartsport. Zwischen 2017 und 2020 startete er regelmäßig mit einem Bentley Continental GT3 beim 24-Stunden-Rennen von Spa-Francorchamps. 2021 fuhr er dieses Rennen in einem McLaren 720S GT3. Seit 2022 startet er bei den Spa 24 Stunden in einem Lamborghini Huracán GT3 Evo. In diesem Fahrzeug gelang ihm, gemeinsam mit Mirko Bortolotti und Luca Engstler, beim 24-Stunden-Rennen von Spa-Francorchamps 2025 der Gesamtsieg.

### DTM

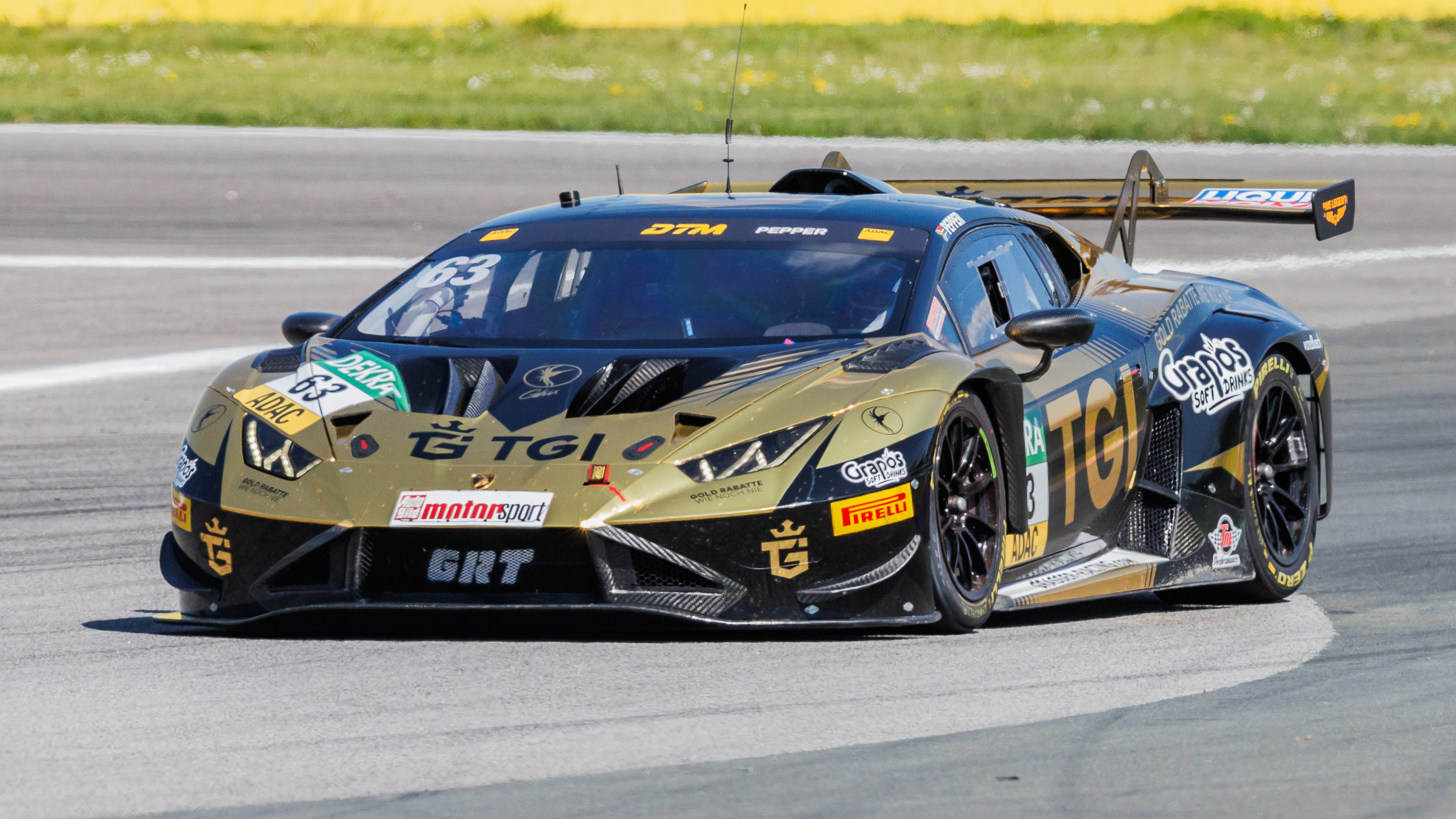
Der von Jordan Pepper in der DTM-Saison 2025 gefahrene Lamborghini Huracán GT3 Evo II

Im Jahr 2024 debütierte er beim Rennen auf dem Sachsenring in der DTM, als Ersatzfahrer für Christian Engelhart.
Im darauffolgenden Jahr wurde Pepper Stammfahrer für das Grasser Racing Team. Nach einem zweiten Platz beim Rennen in  Oschersleben sowie zwei Pole-Positions erzielte er beim Rennen am Samstag auf dem Norisring den ersten Sieg seiner DTM-Karriere.

## Statistik

### Karrierestationen
- 2000–2011: Kartsport
- seit 2017: 24-Stunden-Rennen von Spa-Francorchamps
- seit 2017: 24-Stunden-Rennen auf dem Nürburgring
- 2020: 12-Stunden-Rennen von Bathurst (Platz 1)[7]
- 2024: DTM (Platz 22)[8]
- 2025: DTM

### Ergebnisse 12-Stunden-Rennen von Sebring
| Jahr | Team             | Fahrzeug                      | Teamkollege      | Teamkollege   | Platzierung |
| ---- | ---------------- | ----------------------------- | ---------------- | ------------- | ----------- |
| 2022 | Inception Racing | McLaren 720S GT3              | Brendan Iribe    | Ollie Millroy | Rang 27     |
| 2023 | Iron Lynx        | Lamborghini Huracán GT3 Evo 2 | Romain Grosjean  | Franck Perera | Rang 17     |
| 2024 | Iron Lynx        | Lamborghini Huracán GT3 Evo 2 | Mirko Bortolotti | Franck Perera | Rang 22     |

### Ergebnisse 24-Stunden-Rennen auf dem Nürburgring
| Jahr | Team                   | Fahrzeug                      | Teamkollege          | Teamkollege        | Teamkollege           | Platzierung |
| ---- | ---------------------- | ----------------------------- | -------------------- | ------------------ | --------------------- | ----------- |
| 2017 | Bentley Team Abt       | Bentley Continental GT3       | Christer Jöns        | Christian Mamerow  | Christopher Brück     | DNF         |
| 2020 | Walkenhorst Motorsport | BMW M6 GT3                    | Mikkel Jensen        | Christian Krognes  | David Pittard         | Rang 12     |
| 2022 | Konrad Motorsport      | Lamborghini Huracán GT3       | Axcil Jefferies      | Michele Di Martino | Maximilian Hackländer | Rang 10     |
| 2023 | Abt Sportsline         | Lamborghini Huracán GT3 Evo 2 | Kelvin van der Linde | Marco Mapelli      | Nicki Thiim           | Rang 9      |
| 2024 | Red Bull Team Abt      | Lamborghini Huracán GT3 Evo 2 | Kelvin van der Linde | Marco Mapelli      |                       | Rang 5      |
| 2025 | Red Bull Team Abt      | Lamborghini Huracán GT3 Evo 2 | Mirko Bortolotti     | Daniel Juncadella  |                       | DNF         |

### Einzelergebnisse in der DTM
| Saison | Team                | Fahrzeug                       | 1   | 2   | 3   | 4   | 5   | 6   | 7   | 8   | 9   | 10  | 11  | 12  | 13  | 14  | 15  | 16  | Punkte | Rang |
| ------ | ------------------- | ------------------------------ | --- | --- | --- | --- | --- | --- | --- | --- | --- | --- | --- | --- | --- | --- | --- | --- | ------ | ---- |
| 2024   | Grasser Racing Team | Lamborghini Huracán GT3 Evo II | OSC | OSC | LAU | LAU | ZAV | ZAV | NOR | NOR | NÜR | NÜR | SAC | SAC | RBR | RBR | HOC | HOC | 6      | 22.  |
| 2024   | Grasser Racing Team | Lamborghini Huracán GT3 Evo II |     |     |     |     |     |     |     |     |     |     | 10  | DNF |     |     |     |     | 6      | 22.  |
| 2025   | Grasser Racing Team | Lamborghini Huracán GT3 Evo II | OSC | OSC | LAU | LAU | ZAV | ZAV | NOR | NOR | NÜR | NÜR | SAC | SAC | RBR | RBR | HOC | HOC | 122    | 3.   |
| 2025   | Grasser Racing Team | Lamborghini Huracán GT3 Evo II | 2   | 242 | 4   | 4   | 181 | DNF | 1   | 9   | 4   | 9   |     |     |     |     |     |     | 122    | 3.   |

| Legende  | Legende            | Legende                                                          |
| Farbe    | Abkürzung          | Bedeutung                                                        |
| -------- | ------------------ | ---------------------------------------------------------------- |
| Gold     | –                  | Sieg                                                             |
| Silber   | –                  | 2. Platz                                                         |
| Bronze   | –                  | 3. Platz                                                         |
| Grün     | –                  | Platzierung in den Punkten                                       |
| Blau     | –                  | Klassifiziert außerhalb der Punkteränge                          |
| Violett  | DNF                | Rennen nicht beendet (did not finish)                            |
| Violett  | NC                 | nicht klassifiziert (not classified)                             |
| Rot      | DNQ                | nicht qualifiziert (did not qualify)                             |
| Rot      | DNPQ               | in Vorqualifikation gescheitert (did not pre-qualify)            |
| Schwarz  | DSQ                | disqualifiziert (disqualified)                                   |
| Weiß     | DNS                | nicht am Start (did not start)                                   |
| Weiß     | WD                 | zurückgezogen (withdrawn)                                        |
| Hellblau | PO                 | nur am Training teilgenommen (practiced only)                    |
| Hellblau | TD                 | Freitags-Testfahrer (test driver)                                |
| ohne     | DNP                | nicht am Training teilgenommen (did not practice)                |
| ohne     | INJ                | verletzt oder krank (injured)                                    |
| ohne     | EX                 | ausgeschlossen (excluded)                                        |
| ohne     | DNA                | nicht erschienen (did not arrive)                                |
| ohne     | C                  | Rennen abgesagt (cancelled)                                      |
| ohne     | keine WM-Teilnahme |                                                                  |
| sonstige | P/fett             | Pole-Position                                                    |
| sonstige | 1/2/3/4/5/6/7/8    | Punktplatzierung im Sprint-/Qualifikationsrennen                 |
| sonstige | SR/kursiv          | Schnellste Rennrunde                                             |
| sonstige | *                  | nicht im Ziel, aufgrund der zurückgelegten Distanz aber gewertet |
| sonstige | ()                 | Streichresultate                                                 |
| sonstige | unterstrichen      | Führender in der Gesamtwertung                                   |